# Beaufortia squarrosa
Beaufortia squarrosa är en myrtenväxtart som beskrevs av Johannes Conrad Schauer. Beaufortia squarrosa ingår i släktet Beaufortia och familjen myrtenväxter. Inga underarter finns listade i Catalogue of Life.

## Bildgalleri

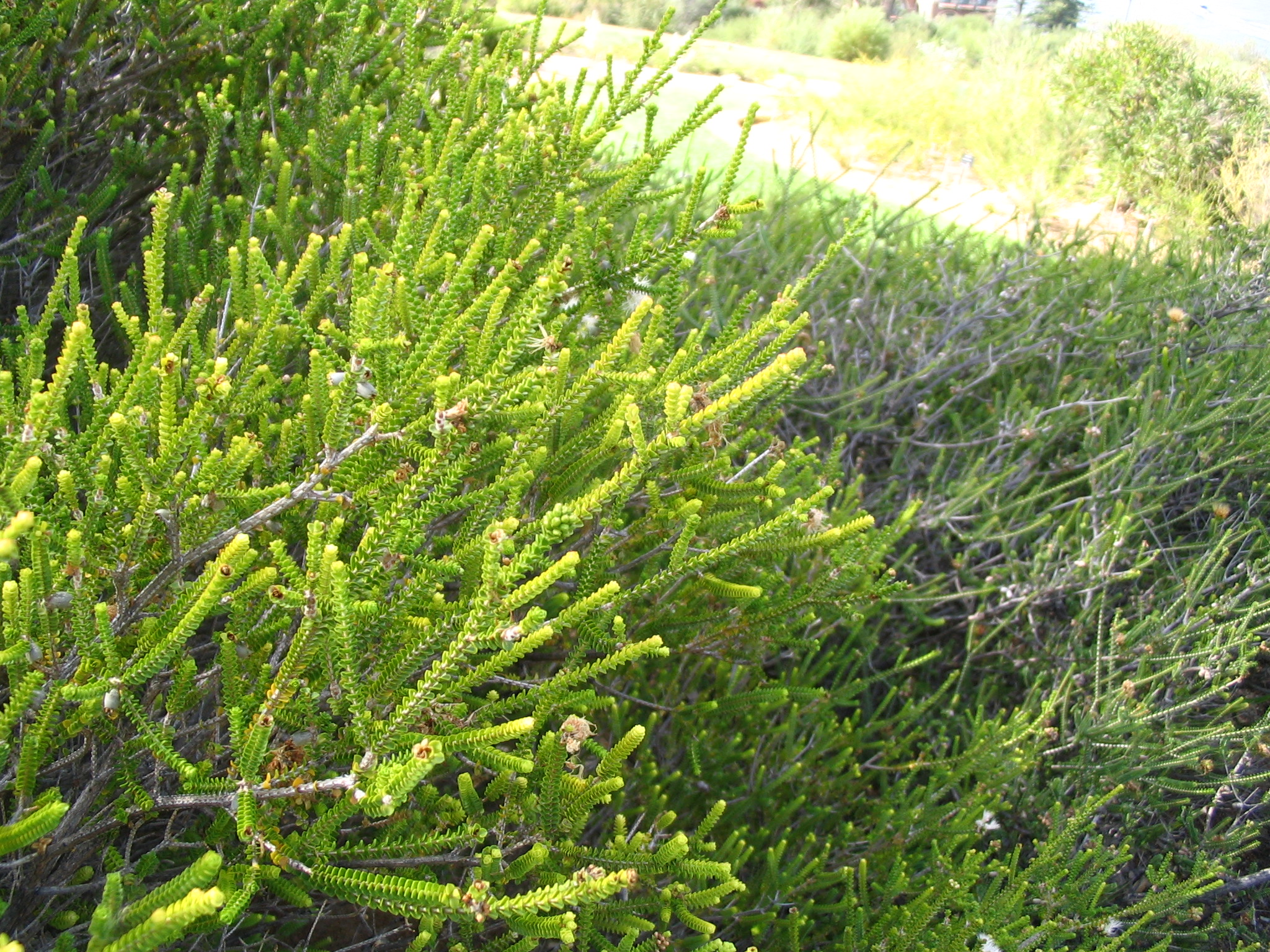
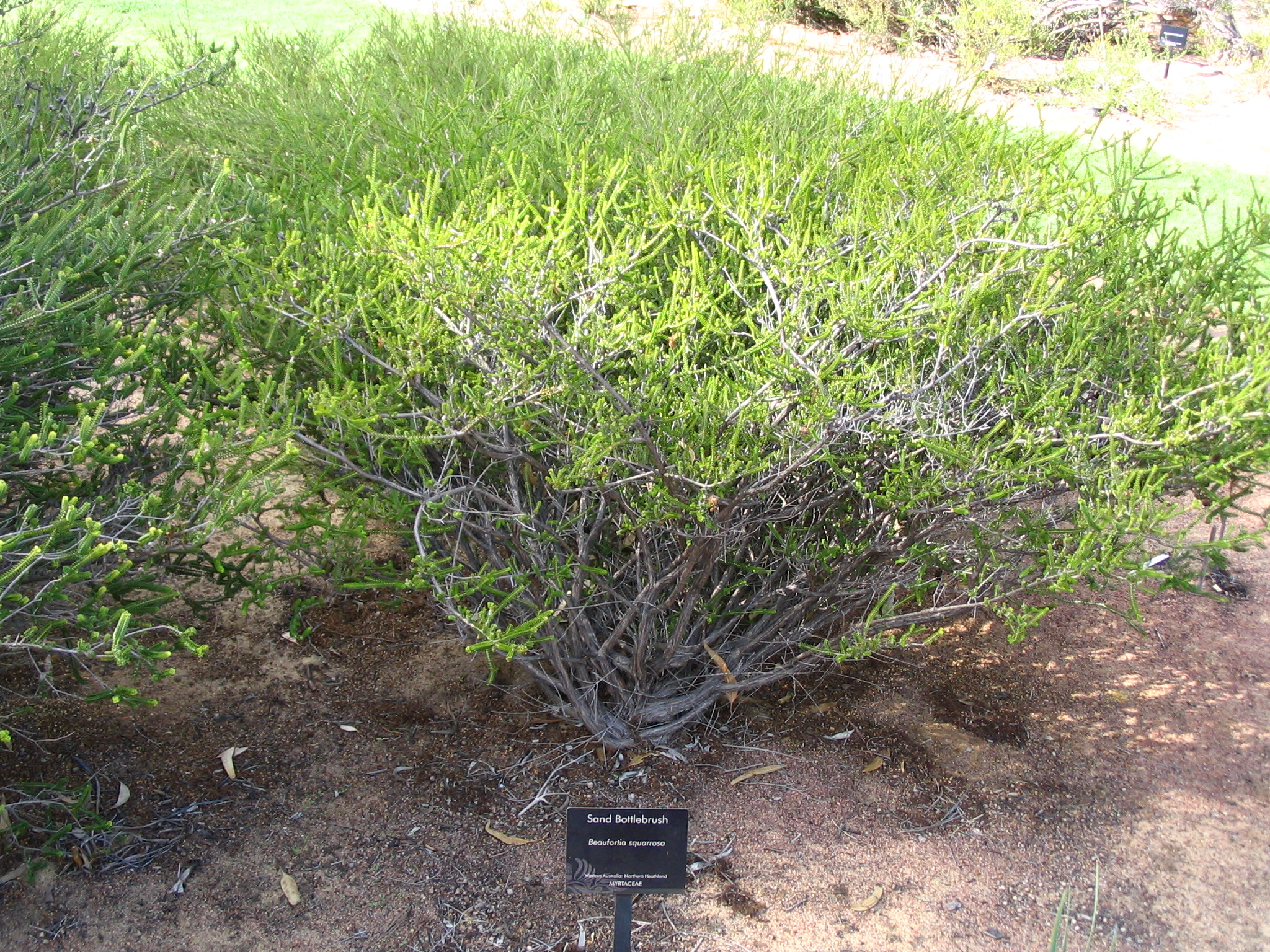